# Aschot Smbatjan

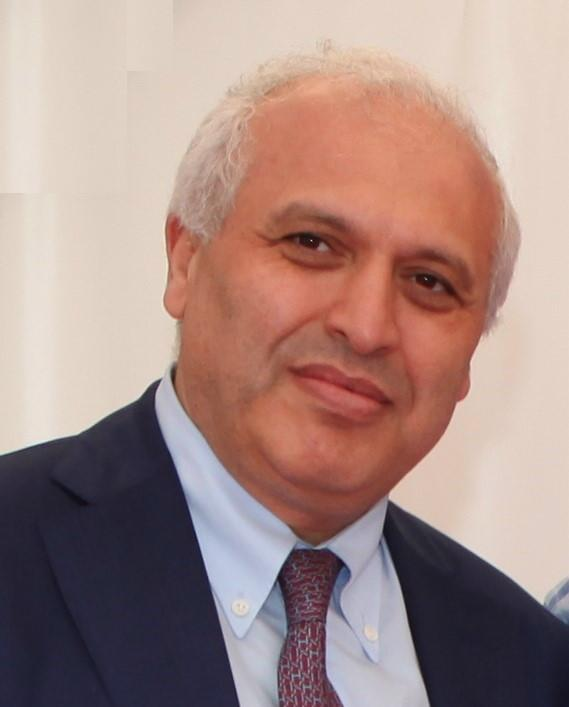
Aschot Smbatjan (2017)

Aschot Smbatjan (armenisch Աշոտ Սմբատյանը, auch Ashot Smbatyan; * 30. April 1969 in Jerewan) ist ein armenischer Diplomat. Er war von 2015 bis 2021 der armenische Botschafter in Deutschland.

## Leben

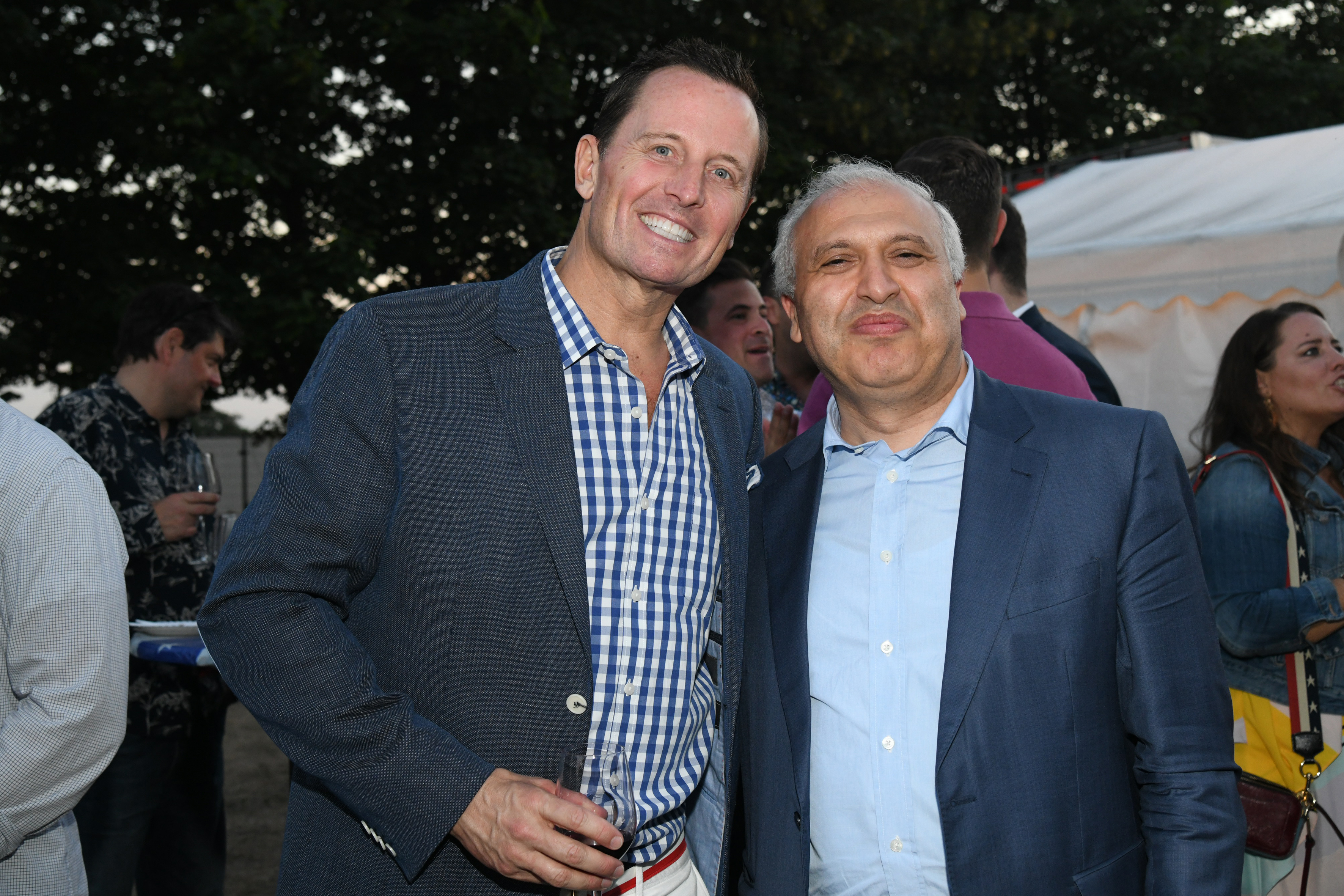
US-Botschafter Richard Grenell und Aschot Smbatjan (2018)

1985 begann er ein Studium der Mathematik an der Staatlichen Universität Jerewan. Dieses wurde von 1987 bis 1988 durch seinen Wehrdienst unterbrochen. Das Mathematikstudium setzte er von 1988 bis 1990 in Jerewan fort und wechselte dann von 1990 bis 1991 mit einem Stipendium des Deutschen Akademischen Austauschdienstes (DAAD) an die Technische Universität Dresden. Sein Studium schloss er 1991 in Jerewan mit Auszeichnung ab. Im Anschluss folgte bis 1993 ein duales Promotionsstudium an der Universität Leipzig, bei dem er gleichzeitig für Siemens arbeitete. Ein zweites Studium absolvierte er von 1993 bis 1997 im Fach Volkswirtschaftslehre an der Humboldt-Universität zu Berlin. Während seines VWL-Studiums war er an der Humboldt-Universität Tutor in der mathematischen Fakultät. An der Akademie Auswärtiger Dienst in Berlin ließ er sich 2002 fortbilden.

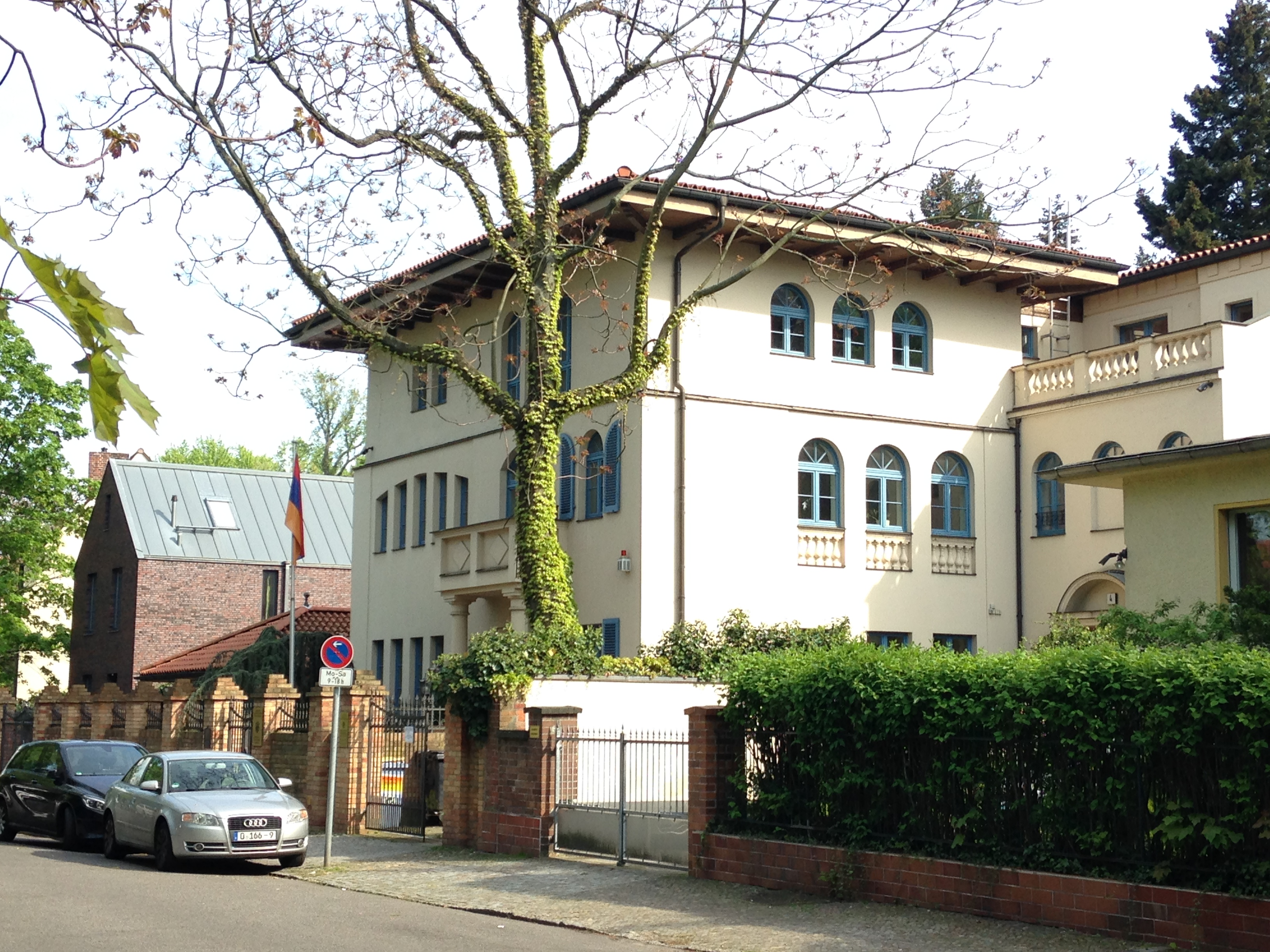
Die armenische Botschaft in Berlin im Mai 2017

Aschot Smbatjan ist verheiratet und hat zwei Kinder.

## Diplomatischer Werdegang
In der armenischen Botschaft in Berlin war er von 1999 bis 2008 erst persönlicher Referent des Botschafters, dann Leiter der Botschaftskanzlei. Nach Armenien zurückgekehrt, war er 2009 Berater in der Diaspora-Abteilung des armenischen Außenministeriums. Dort war er von 2011 bis 2013 1. Sekretär in der Europa-Abteilung. 2014 kehrte er nach Berlin zurück und war an der Botschaft erst Botschaftsrat, dann Ständiger Vertreter und dann Geschäftsträger.
Von Juli 2015 bis November 2021 war er armenischer Botschafter in Deutschland. Die Ernennung war am 19. Mai 2015 erfolgt, nachdem der Vorgänger Wahan Howhannisjan nach Krankheit gestorben war. 2018 war Smbatjan als damaliger Botschafter mitakkreditiert für Liechtenstein worden.

## Auszeichnungen
- 2018: Mkhitar-Gosh-Medaille[3]